# Bahnhof Montabaur
Der Bahnhof Montabaur ist ein Personenbahnhof an der Schnellfahrstrecke Köln–Rhein/Main sowie der Bahnstrecke Limburg–Siershahn (Unterwesterwaldbahn) und ein Güterbahnhof an der Westerwaldquerbahn. Die Station für Personennah- und -fern- sowie Güterverkehr liegt am Stadtrand der 15.000-Einwohner-Stadt Montabaur, in Parallellage zur unmittelbar nördlich verlaufenden Bundesautobahn 3.

## Aufbau der Station

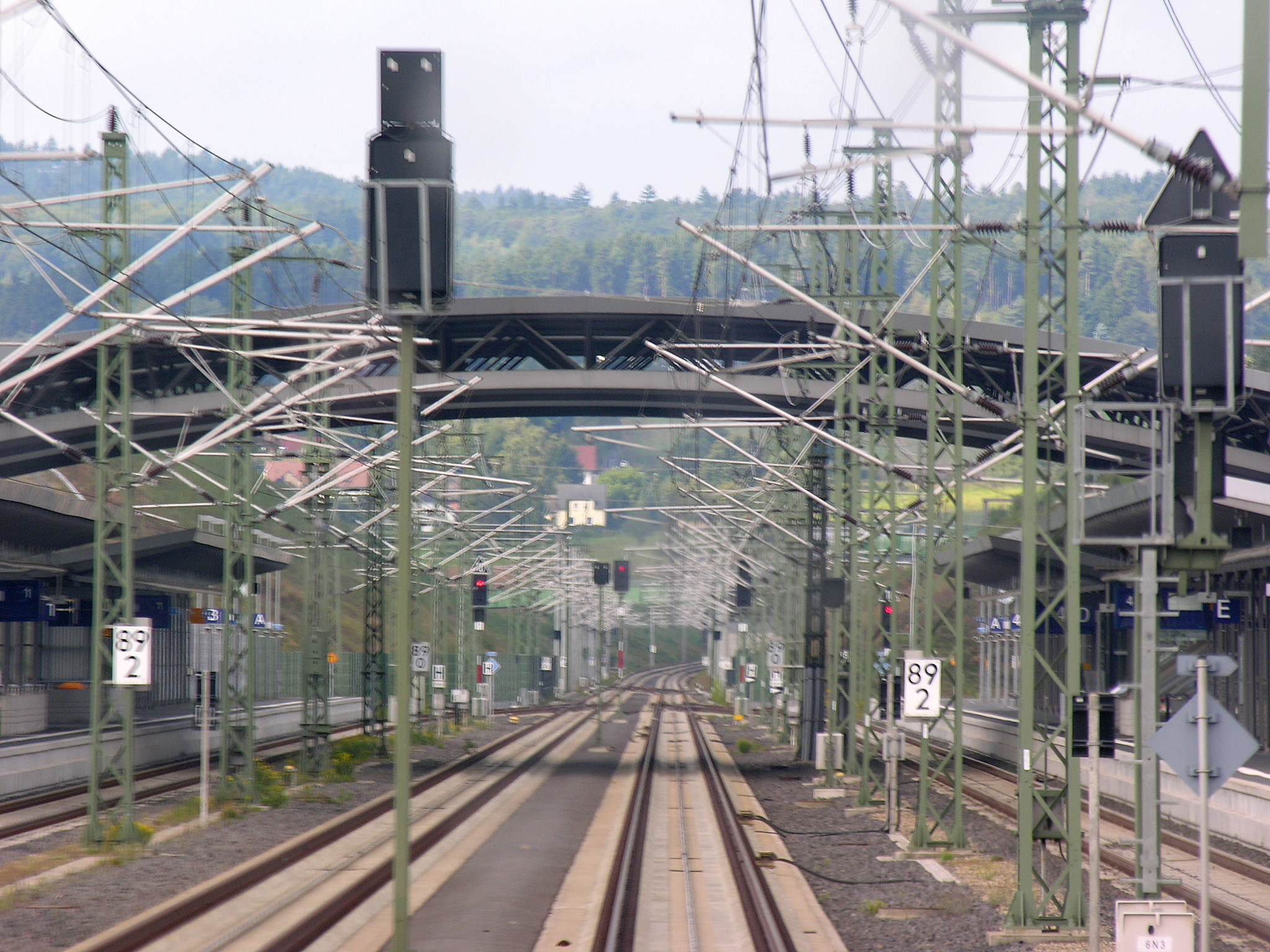
Führerstandsperspektive eines den Bahnhof in nördlicher Richtung ohne Halt passierenden ICEs (2005)

Die Neubaustrecke verläuft im Bereich des Bahnhofs auf einem rund 15 m hohen Damm. Die Bahnanlage des Bahnhofs ist in einen Fernbahnteil an der Schnellfahrstrecke (Abkürzung im Betriebsstellenverzeichnis FMT) und einen Regionalbahnteil an der Unterwesterwaldbahn (FMTN) unterteilt. Zwischen beiden Teilen besteht lediglich eine indirekte Verbindung: Über die östliche Schutzweiche des nördlichen ICE-Bahnsteiggleises (Gleis 4) kann ein Nebengleis erreicht werden, das über eine weitere Weiche mit Gleis 5 verbunden ist.
Für den Personenverkehr stehen fünf Gleise zur Verfügung. Am Gleis 1 sowie den Gleisen 4/5 liegen zwei 405 m lange und 76 cm hohe Bahnsteige, die auf 200 m Länge überdacht sind. Der Bahnsteig an Gleis 5 ist in den westlichen Abschnitt 5a und den östlichen Abschnitt 5b unterteilt; eine Ausfahrt in verschiedene Richtungen wird durch eine Kreuzung ermöglicht. Gleis 5 wird ausschließlich von den Regionalbahnen der Unterwesterwaldbahn genutzt, die Gleise 1–4 nur von ICE. Die Gleise 2 und 3 sind die durchgehenden Hauptgleise der Schnellfahrstrecke und werden von durchfahrenden Zügen genutzt. Darüber hinaus stehen sieben Gleise für den Güterverkehr zur Verfügung.
Die in Hochlage liegenden Gleisanlagen werden im Bereich des Bahnhofs durch eine Passage unterquert. An deren in Richtung Stadt zeigenden Ende wurde ein zweigeschossiges Empfangsgebäude errichtet. Vom südlichen Haupteingang am Bahnhofsvorplatz führt eine Treppe und ein Aufzug zu der Passage, vom nördlichen Eingang ist diese Halle ebenerdig zu erreichen. An beiden Eingängen sind Informations- und Notrufsäulen aufgestellt.
In der Verteilerebene sind ein Reisezentrum der DB Vertrieb GmbH mit zwei Fahrkartenschaltern, Toiletten sowie ein Warteraum und Selbstbedienungszentrum der Sparkasse Westerwald-Sieg belegt. Darüber hinaus gibt es das so genannte Schaufenster der Region, in dem sich lokale Unternehmen präsentieren, sowie ein Informationsbüro der Stadt. Insgesamt wurden 700 m² Vermarktungsflächen angelegt.
Von der Unterführung führen jeweils zwei Rolltreppen, eine Treppe und ein Aufzug zu den beiden Bahnsteigen. Auf diesen befinden sich auch jeweils eine Informations- und Notrufsäule sowie Sitzgelegenheiten. Auf dem Bahnsteig der Gleise 4 und 5 gibt es einen Aufenthaltsraum für die Mitarbeiter des Bahnsteigservice. Im Untergeschoss der Station (hinter der Haupttreppe) befindet sich darüber hinaus ein Büro der Bundespolizei. Das Bahnhofsgebäude ist nachts zwischen 0:45 und 4:10 Uhr geschlossen.
Der Bahnhof Montabaur ist neben dem ebenfalls an der Schnellfahrstrecke Köln–Rhein/Main gelegenen Bahnhof Limburg Süd sowie den Bahnhöfen Allersberg (Rothsee) und Kinding (Altmühltal) an der Schnellfahrstrecke Nürnberg–Ingolstadt einer von vier Personenbahnhöfen in Deutschland, die planmäßig mit 300 km/h durchfahren werden können.
Westlich des Bahnhofs – bei Streckenkilometer 87,1 – schließt sich der Dernbacher Tunnel an den Bahnhof an, im Osten folgt der Himmelbergtunnel.

## Geschichte

### Hintergrund

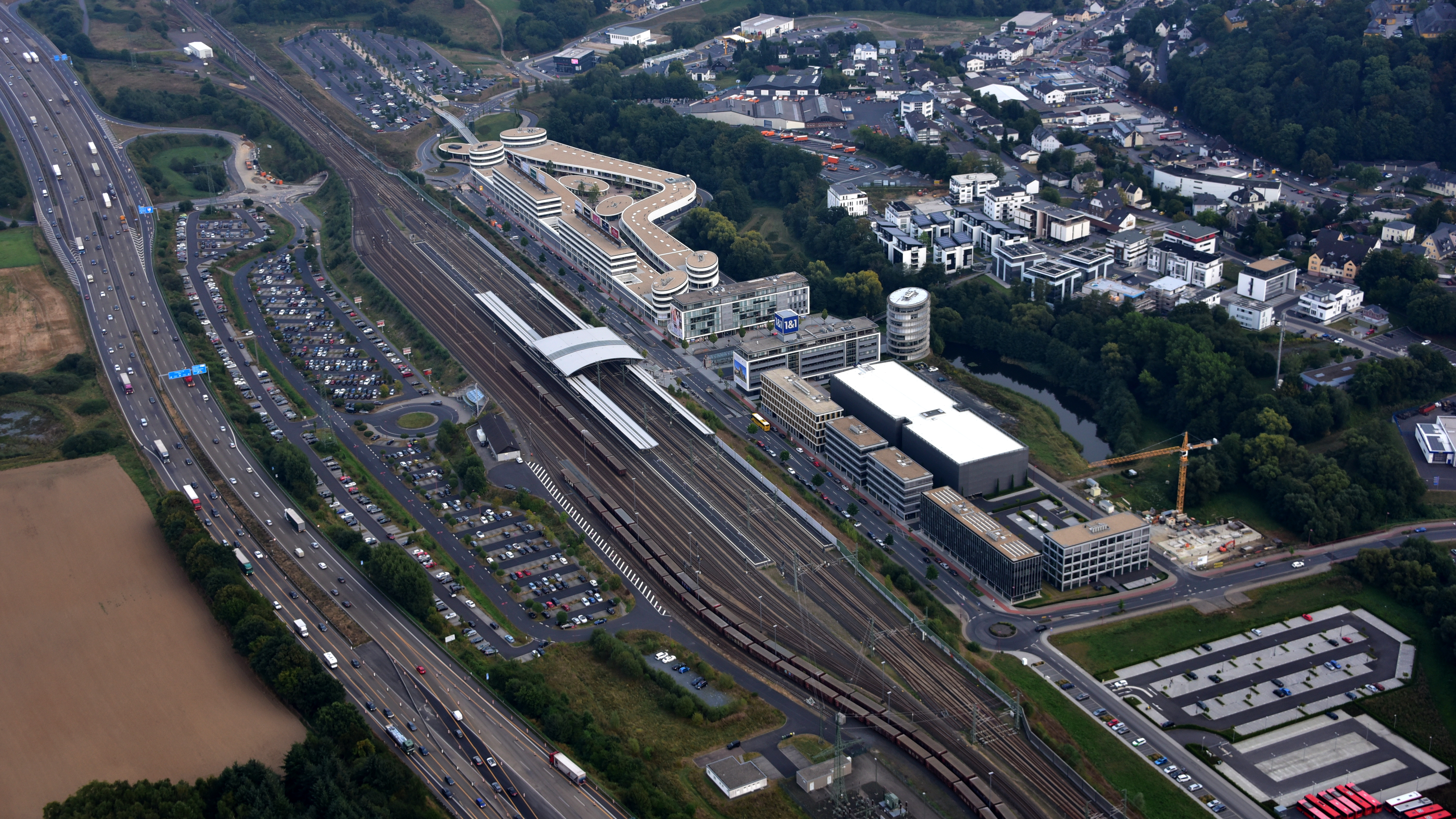
Montabaur, Bahnhof, Luftaufnahme (2016)

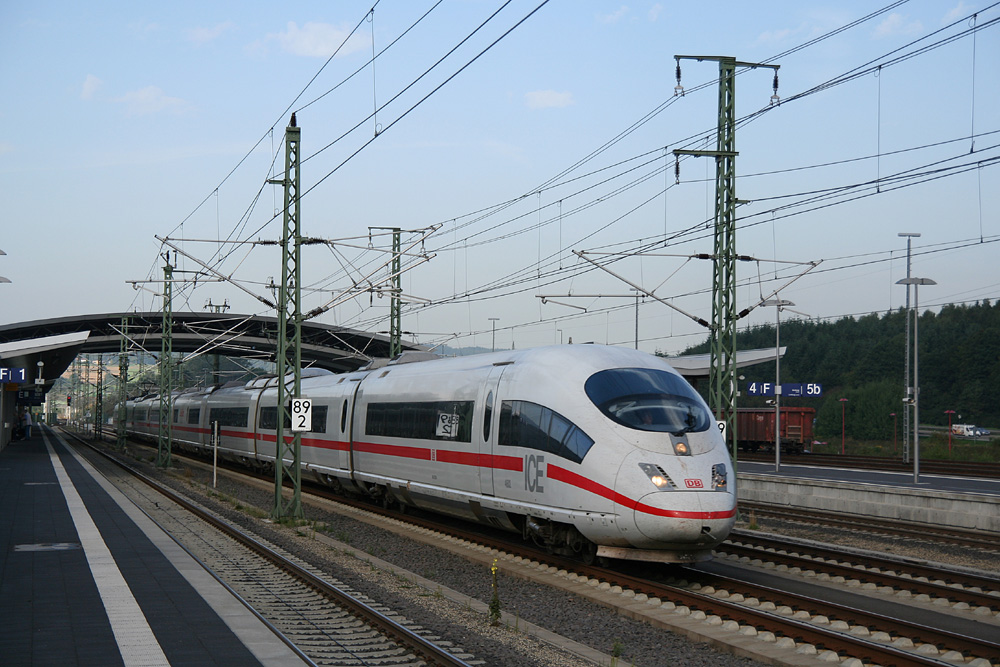
Bahnhof Montabaur mit durchfahrendem ICE 3

Bereits die in den 1970er Jahren geplante Neubaustrecke Köln–Groß-Gerau sah in ihrer rechtsrheinischen Trassenvariante einen Bahnhof in Montabaur vor. Die viergleisige Anlage sollte – neben den beiden durchgehenden Streckengleisen – zwei Bahnsteiggleise mit Außenbahnsteigen sowie einen doppelten Gleiswechsel (je vier Weichen) zwischen den beiden Streckengleisen in beiden Bahnhofsköpfen erhalten. Der Anlage wurde eine „überwiegend regionale Bedeutung“ zugesprochen, womit „nur eine begrenzte Zahl von Zughalten“ gerechtfertigt sei.
Ein vom Land Rheinland-Pfalz in Auftrag gegebenes Gutachten, das nur rheinland-pfälzisches Territorium berücksichtigte, ermittelte Ende der 1980er Jahre, dass 400.000 Einwohner bzw. 210.000 Beschäftigte im Jahr 2000 in einem Pkw-Umkreis von 30 Minuten leben würden.
Die Streckenführung der Neubaustrecke in Rheinland-Pfalz war Gegenstand langjähriger Debatten und politischer Kompromisse. Zunächst hatte der damalige Bundeskanzler Helmut Kohl Mitte 1988 dem damaligen Bonner Bürgermeister Daniels eine Anbindung der Bundeshauptstadt an die Schnellfahrstrecke versprochen. Das Verkehrsministerium entwickelte daraus den Vorschlag, die Strecke über Vilich, am Stadtrand von Bonn, zu führen. Eine solche Kompromiss-Trasse sollte rund eine halbe Milliarde D-Mark mehr kosten als die geplante (und später realisierte) Streckenführung über Siegburg, jedoch eine halbe Milliarde D-Mark günstiger sein als die Anbindung des Bonner Hauptbahnhofs.
Vor dem Beschluss der rechtsrheinischen Streckenführung durch das Bundeskabinett brachte der damalige rheinland-pfälzische Ministerpräsident Wagner im Juli 1989 kurzzeitig eine so genannte Variante S ins Gespräch. Diese sah eine rechtsrheinische Führung mit einem Schwenk ab Dernbach über Tunnel und eine Brücke über den Rhein nach Koblenz vor, die nach einer weiteren Rheinquerung wieder auf die angestrebte, rein rechtsrheinische Trasse gen Frankfurt einschwenken sollte. Die geschätzten Mehrkosten dieser Umweg-Variante lagen zwischen 1,3 und 2,8 Milliarden D-Mark (etwa 0,7 bis 1,4 Milliarden Euro). Bundesverkehrsminister Zimmermann sprach von einer „Provinzposse“ und schlug – als Kompromisslösung – die Errichtung eines Schnellfahrstreckenbahnhofs in Limburg vor, um Koblenz anzubinden. Neben der Errichtung des Bahnhofs sah der Kompromissvorschlag ein Paket weiterer Eisenbahninfrastrukturmaßnahmen in Rheinland-Pfalz vor. Die damalige Bundesbahn akzeptierte zunächst die Streckenführung über Vilich und Limburg-Staffel, um weitere Verzögerungen des Projektes zu verhindern.
Nach Abschluss des Linienbestimmungsverfahrens beschloss das Bundeskabinett am 20. Dezember 1989 die heutige Streckenführung der Schnellfahrstrecke entlang der Autobahn A 3. Dabei wurde auch ein Halt im Raum Limburg festgeschrieben. Ein Halt in Montabaur wurde nicht explizit benannt.
Am 21. März 1990 wurde eine Vereinbarung zur geplanten DB-Neubaustrecke Köln–Rhein/Main zwischen den Ministerpräsidenten von Rheinland-Pfalz und Hessen sowie dem Bundesverkehrsminister geschlossen, die Montabaur als einzigen Standort „im Bereich der Verdichtungsrandzone des Raums Mittelrhein-Westerwald“ nennt. Als ein wesentlicher Grund für die Errichtung gilt die fehlende Anbindung der Lahntalbahn zur Anbindung der Räume Koblenz/Gießen, die in der realisierten der drei diskutierten Bahnhofvarianten in Limburg nicht umgesetzt werden konnte. Der Bahnhof Montabaur sollte stattdessen eine gute Erreichbarkeit auf der Straße sicherstellen (Autobahnanschlussstelle Montabaur, Dernbacher Dreieck). Daneben sah die Vereinbarung vor, drei Bahnhofsstandorte im Bereich Limburg/Diez zu prüfen.
Im Raumordnungsverfahren wurde ab 1991 die Möglichkeit eines ICE-Haltes in Montabaur weiter untersucht. Im Frühjahr 1993 vereinbarten Heinz Dürr, Vorstandsvorsitzender der Deutschen Bahn, und Rainer Brüderle, rheinland-pfälzischer Minister für Wirtschaft und Verkehr, die Einrichtung eines Bahnhofs in Montabaur. Mit Abschluss des Verfahrens wurde 1995 der Bau des ICE-Bahnhofs besiegelt. Der Bau begann im Jahr 1997.
1993 verpflichtete sich die damalige Deutsche Bundesbahn in einem Vertrag, bis 2007 stündlich ICEs in Montabaur halten zu lassen. Anschließend sollte – entsprechend der Nutzung – über die weitere Anbindung entschieden werden. Das Land beteiligte sich an der Finanzierung der Station und richtete die neue Autobahn-Anschlussstelle ein. Die Stadt Montabaur errichtete darüber hinaus ein Gewerbegebiet am Bahnhof, gedacht als Keimzelle für ein neues Stadtviertel zwischen Bahnhof und bestehender Besiedelung. Das Konzept der Stadtverwaltung Montabaur sah in den 1990er Jahren die Entwicklung eines 51 Hektar umfassenden Gebietes vor, auf dem bis zu 4.000 Menschen leben und bis zu 2.000 arbeiten sollten. Das neue Gebiet wurde in einem Kooperationsprojekt zwischen Stadt, Land und Westerwaldkreis entwickelt. Nach dem Planungsstand von 1995 war für eine der fünf über die Neubaustrecke Köln–Rhein/Main führenden ICE-Linien ein Halt in Montabaur und Limburg Süd vorgesehen.
Die geplanten Kosten lagen 1997 bei 27 Millionen D-Mark (rund 14 Millionen Euro). Der Bund und das Land Rheinland-Pfalz beteiligten sich an der Finanzierung; darüber hinaus baute das Land die neue Autobahn-Anschlussstelle. Nach dem Planungsstand von 1998 sollten davon die rheinland-pfälzische Landesregierung 5,75 Millionen DM finanzieren, die Stadt 750.000 DM.
Montabaurs Bürgermeister, Paul Possel-Dölken, erwartete 1998 durch den Bahnhof 300 neue Arbeitsplätze und 2.000 zusätzliche Wohnungen für Neubürger. Mitte 1999 war der Bahndamm im Bereich des Bahnhofs nahezu fertig gestellt, die Betonage des Personentunnels in vollem Gange.
Von den Investitionskosten des Bahnhofs von rund 13,5 Millionen Euro übernahm das Land letztlich 4,1 Millionen Euro. Gegenleistung war eine hochwertige Architektur und eine breite, ansprechende Unterführung der Gleise. Den Rest finanzierten der Bund und die Deutsche Bahn (Stand aller Daten: 2002). Insgesamt beliefen sich die Baukosten auf 23,6 Millionen Euro.
Im Jahr 2000 war geplant, mehr als 100 Millionen DM in die städtebauliche Entwicklung im Umfeld des Bahnhofs sowie dessen Verkehrsanbindung zu investieren. So sollte die Bundesstraße 255 ausgebaut, der Bahnhofsparkplatz an die Autobahn 3 angeschlossen und eine Tiefgarage mit 170 Stellplätzen unter dem Busbahnhof angelegt werden. Laut Angaben der Landesregierung aus dem gleichen Jahr lag das Engagement des Landes für die Verkehrsanlagen am Bahnhof bei rund 20 Millionen D-Mark. Entsprechend eng begleitete das Land die Planungen und den zügigen Fortschritt. Nach anderen Angaben wollte die Stadt Montabaur – mit Unterstützung des Landes – 56 Millionen DM in das Bahnhofsumfeld investieren.

### Planung und Bau
Der Beschluss zur Untersuchung einer städtebaulichen Entwicklung erfolgte am 10. Dezember 1992. Im März 1993 teilte die DB mit, dass sie bereit sei, in Montabaur einen ICE-Bahnhof einzurichten. Am 31. Mai 1994 wurde die Satzung über die förmliche Festlegung des städtebaulichen Entwicklungsmaßnahme „ICE-Bahnhof Montabaur“ durch den Rat der Stadt Montabaur beschlossen, nachdem die Entscheidung der Deutschen Bahn AG zur Errichtung eines ICE-Bahnhofs in Montabaur endgültig gefallen war. Der durch den Streckenverlauf der Neubaustrecke vorgegebene Standort befindet sich in einer Entfernung von rund einem Kilometer vom Stadtzentrum. Er war durch eine Auenlandschaft, den Aubach, das Gleis der alten Bahnstrecke Limburg–Siershahn und Industriebrachen von der Stadt getrennt. Ohne Überwindung dieser Zäsuren hätte der ICE-Bahnhof als Solitär mitten in einer Auenlandschaft keine Zukunftschance gehabt. Deshalb war es das primäre Ziel, eine Verbindung zwischen der zusammenhängenden Siedlung und dem ICE-Bahnhof herzustellen. Es wurde erwartet, dass durch den ICE-Bahnhof ein erheblicher Entwicklungsimpuls für die Stadt Montabaur und die benachbarten Gemeinden ausgeht. In Montabaur konnte er sich so auf das direkte Umfeld des neuen Bahnhofs konzentrieren. Das Land unterstützte diese Absichten nach Kräften. Ein Team unter Führung des Büros BSB Bachtler/Störtz/Böhme nahm mit seinem Entwurf zum ICE-Bahnhof und seinem künftigen Umfeld an dem internationalen Wettbewerb der französischen Städtevereinigung „Association des Villes Européennes de Grande Vitesse“ zum Bahnhof des europäischen Hochgeschwindigkeitsverkehrs teil. Es kam im Mai 1995 in Paris von 56 Teams unter die ersten drei und erhielt außerdem den Sonderpreis Umwelt des Landes Rheinland-Pfalz. Das Büro Jux & Partner zeichnete für die Architektur des Bahnhofs verantwortlich. Er wurde zum Kern der Entwicklung eines neuen Stadtquartiers in Montabaur, in dem auch 1&1 seinen Sitz gefunden hat.
Die Inbetriebnahme des Bahnhofs war 1996 für 2000/2001 geplant. Der symbolische Baubeginn für eine Tiefgarage mit 127 Stellplätzen am Bahnhof wurde Mitte 2000 gefeiert. Weitere Stellplätze entstanden auf der stadtabgewandten Seite des Bahnhofs.

### Inbetriebnahme

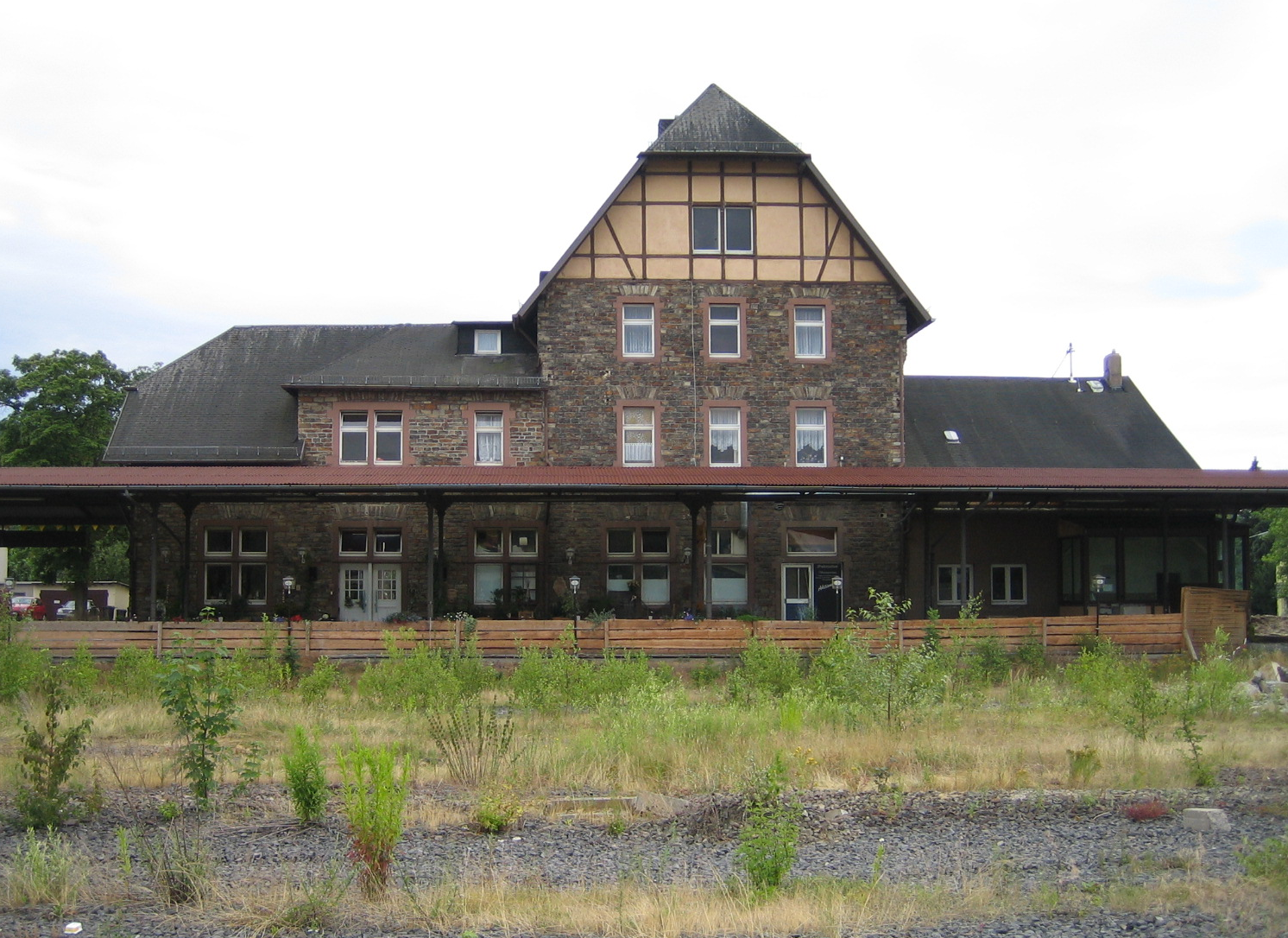
Alter Stadtbahnhof (2005)

Am 9. September 2001 nutzten rund 20.000 Menschen die Möglichkeit, an einer Streckenwanderung teilzunehmen. Die vier zur Auswahl stehenden Routen begannen am Bahnhof und führten über Distanzen von 4,8 bis 18 Kilometer.
Die Station ersetzt den bisherigen Stadtbahnhof Montabaur, an dem am 6. Juli 2000 der letzte Personenzug verkehrte. Binnen vier Tagen wurden die Gleise umgelegt und die Zuführungen angepasst. Damit wurde auch der Weg für Bauarbeiten der Neubaustrecke in Bereichen frei, die von den Gleisen zum alten Bahnhof Montabaur belegt worden waren. Der erste Regionalzug auf dem Weg von Siershahn nach Staffel fuhr am 10. Juli 2000 um 5:41 Uhr am neuen Bahnhof Montabaur ein. Die Bahnanlage der Fernbahn war zu diesem Zeitpunkt noch im Bau.
Der erste ICE, mit Hartmut Mehdorn und Doris Schröder-Köpf an Bord, machte am 25. Juli 2002 zwischen 12:09 Uhr und 12:21 Uhr auf dem Weg von Frankfurt nach Köln Station. In Montabaur stieß der rheinland-pfälzische Verkehrsminister Bauckhage zu den Gästen und fuhr mit dem Sonderzug mit nach Köln. Die Ehrengäste trugen sich während des Aufenthaltes ins Goldene Buch der Stadt ein. Am Folgetag war der neue Bahnhof das Ziel einer weiteren Parallelfahrt – für 2.000 Beteiligte an dem Projekt. Im Rahmen eines Festaktes übernahm DB-Netz-Vorstandsmitglied Klaus Junker die Strecke symbolisch in Besitz.
Am 1. August 2002 – zur Betriebsaufnahme auf der Neubaustrecke – hielten die ersten fahrplanmäßigen Züge. Montabaur wurde als einer der drei Unterwegsbahnhöfe zwischen Köln und Frankfurt Flughafen dabei von jedem dritten Zug bedient. Anfang 2003 hielten werktäglich 20 ICE-Züge in Montabaur, ab 15. Juni 2003 21.
Zur Inbetriebnahme stand ein Park&Ride-Parkplatz mit 350 Stellplätzen zur Verfügung. Darüber hinaus bestand eine Option zur Erweiterung auf 600 Stellplätze.

### Betrieb
Etwa 10.000 Menschen pendelten im Jahr der Inbetriebnahme (2002) täglich aus dem Raum Montabaur nach Frankfurt am Main (Stand: 2002). Dies schließt Pkw-Pendler mit ein.
Die Zahl der täglichen ICE-Halte in Montabaur wurde im Juni 2003 erhöht. Zum Fahrplanwechsel 2003/2004 am 14. Dezember 2003 wurden weitere vier ICE-Halte in Tagesrandlage eingeführt, davon drei von Zügen Richtung Köln.
1,4 Prozent der Berufspendler nutzen den ÖPNV bzw. öffentlichen Schienenpersonennahverkehr als Zubringer. Die zur Inbetriebnahme zusätzlich eingerichteten Regionalbusverkehre ins Rheintal und nach Koblenz wurden 2004 aufgrund mangelnder Nachfrage wieder eingestellt.
Anfang 2003 nutzten etwa 1100 Fahrgäste täglich den Bahnhof; Anfang 2004 knapp 2000.
Mitte 2004 gab die Deutsche Bahn die Zahl der ein- und aussteigenden Fahrgäste mit 1300 pro Tag an. Die Stadt zählte zu dieser Zeit 1800 bis 2000 Fahrgäste. Bei einer Fahrgastzählung wurden im Juni 2005 rund 2.150 ICE-Fahrgäste ermittelt. Im Sommer 2007 nutzten knapp 3.000 Fahrgäste pro Tag den ICE-Bahnhof. 2008 lag die Zahl der täglichen Reisenden bei etwa 2400. Die Zahl der Ein- und Aussteiger am Bahnhof nahm zwischen 2011 und 2012 um 3,5 Prozent zu.
Am 22. Juni 2006 wurde der zweimillionste Fahrgast begrüßt.
Eine Umfrage unter 500 Fahrgästen ergab im Sommer 2007 einen Anteil der Geschäftsreisenden und Berufspendler an allen Reisenden von rund drei Vierteln. Der Großteil der Befragten bemängelte die nicht ausreichende Zahl von Parkplätzen an der Station. Rund 200 ICE-Züge halten wöchentlich in Montabaur, die montags bis freitags von mehr als 2500 Fahrgästen genutzt werden. Der Anteil der Fahrgäste Richtung Frankfurt beträgt dabei 72 Prozent (Stand: 2013). Mit rund 2500 Ein- und Aussteigern pro Werktag lag die Nachfrage Mitte 2014 auf Vorjahresniveau.
Im Mai 2009 wurde am Bahnhof ein Parkhaus mit 400 Stellplätzen eröffnet, das insbesondere den Beschäftigten des umliegenden ICE-Parks dienen soll. Die Investitionssumme lag bei 3,3 Millionen Euro. Im August 2010 sollen die Bauarbeiten für ein weiteres Parkhaus mit 300 Stellplätzen beginnen, das Ende 2011 fertiggestellt werden soll. Die Stadt Montabaur erwarb mit einem im Dezember 2015 unterzeichneten Vertrag die Park-and-Ride-Anlage auf der Nordseite des Bahnhofs für 450.000 Euro und kündigte an, ab Frühjahr 2016 dort Parkgebühren zu erheben. Zum 1. Dezember 2018 wurde die Parkgebührenerhebung für die rund 1400 Park-and-Ride-Plätze eingeführt, östlich des Bahnhofes erfolgt diese per Kennzeichenerfassung, westlich des Bahnhofes über Parkscheinautomaten.
Als Abschlepploks waren ab 2003 zwei Lokomotiven der Baureihe 226 in Montabaur stationiert. Diese wurden jedoch 2004 durch die Baureihe 218.8 ersetzt und bis 2005 verschrottet.
Im Streckenabschnitt zwischen Montabaur und Limburg Süd wurden 2021 62 Züge pro Tag und Richtung gezählt.

### Stadtentwicklung
Laut eigenen Angaben habe die Stadt Montabaur bis zum Jahr 2000, mit Unterstützung des Landes, bereits 16 Millionen DM in das Umfeld des Bahnhofs investiert. Investitionen von weiteren 40 Millionen DM seien nach damaligen Angaben geplant gewesen.
Die im Sommer 1999 gegründete Regionale Marketing Initiative (ReMI) wurde von zunächst 25 Unternehmen getragen und mit einem Etat von 200.000 D-Mark (rund 100.000 Euro) ausgestattet. Der Westerwaldkreis beteiligte sich mit 25.000 DM, die umliegenden Landkreise mit weiteren Mitteln.
Binnen weniger Jahre siedelten sich 80 Unternehmen mit insgesamt 1800 Arbeitsplätzen am Bahnhof an. Ralph Dommermuth, der Vorstandsvorsitzende des Unternehmens United Internet mit Hauptsitz in Montabaur, treibt als Investor die Entwicklung des Gewerbegebiets voran.
Am 30. Juli 2015 wurde ein als Fashion Outlet Montabaur (seit 2018: Montabaur The Style Outlets) bezeichnetes Factory Outlet-Center eröffnet, ein Einkaufszentrum mit rund 70 Geschäften. Bei einem Einzugsgebiet von 17,5 Millionen Menschen wird mit einem Nachfragevolumen von 4,9 Milliarden Euro pro Jahr gerechnet. Der Errichtung des Outlets ging ein rund zehnjähriger Rechtsstreit mit Nachbarstädten aus Hessen und Rheinland-Pfalz voraus, der bis zu 400.000 Euro gekostet haben soll. Mehrfach waren Bundesgerichte mit dem Rechtsstreit befasst. Rund 75 Millionen Euro wurden in das Einkaufszentrum investiert.
Dommermuth hatte bereits vor Eröffnung des Bahnhofs 10.000 Quadratmeter Land am Bahnhof gekauft und angekündigt, mit einer Bauträgergesellschaft zunächst 18 Millionen Euro zu investieren. In einer zweiten Baustufe war eine Erweiterung auf bis zu 50.000 m² Nutzfläche vorgesehen.
Montabaur weist, bezogen auf die Einwohnerzahl, die höchste Dichte von BahnCard-100-Inhabern auf (Stand: Januar 2018).
Eine Studie der Universität Hamburg und der London School of Economics and Political Science von 2010 ermittelte für den Zeitraum von 2002 bis 2006 ein zusätzliches Wirtschaftswachstum von 2,7 Prozent im Einzugsbereich der neuen Bahnhöfe Limburg Süd und Montabaur. Dieses Wachstum sei eindeutig auf verbesserten Marktzugang infolge der Bahnhöfe zurückzuführen. Die Zahl der Menschen, die nicht in Limburg leben, aber dort arbeiten, lag zur Jahrtausendwende bei rund 13.000 und lag 2014 bei fast 17.500. Dem standen 2014 rund 6.700 Auspendler gegenüber.

## Verkehrsanbindung
Im Fahrplan 2015 (seit 14. Dezember 2014) halten werktäglich rund 80 Züge in Montabaur:
- Von Bahnsteig 1 verkehren in Richtung Frankfurt am Main (Flughafen Fernbahnhof und Hauptbahnhof) werktäglich 15 Züge. Die Fahrzeit für die rund 80 bis 90 Schienenkilometer liegt bei etwa 30 bis 45 Minuten.
- Ebenfalls vom Bahnsteig 1 verkehren täglich zwei Züge nach Wiesbaden (77 km) in 30 Minuten.
- Von Bahnsteig 4 in Richtung Köln werden 22 Züge angeboten. Für rund 90 Schienenkilometer benötigen die meisten ICEs rund 30 bis 40 Minuten.
- Von Bahnsteig 5a verkehren die Züge der Linie RB 29 (Unterwesterwaldbahn) der Hessischen Landesbahn, Bereich Dreiländerbahn zum Bahnhof Limburg (Lahn) in rund 45 Minuten. Hier verkehren von Montag bis Freitag 15 Zugpaare, an Samstagen zwölf, sowie zehn Zugpaare an Sonn- und Feiertagen.
- Von Bahnsteig 5b fahren die HLB-Züge der Linie RB 29 (Unterwesterwaldbahn) in ca. 12 Minuten in die Gegenrichtung nach Siershahn. Die Unterwesterwaldbahn wird im Auftrag des Zweckverband Schienenpersonennahverkehr Rheinland-Pfalz Nord unter dem Rheinland-Pfalz-Takt betrieben.

Der 21,4 Schienenkilometer entfernte Bahnhof Limburg Süd ist mit dem ICE in neun Minuten zu erreichen (38 Züge werktäglich).
Der Bahnhof liegt verkehrsgünstig in unmittelbarer Nähe der Anschlussstelle Montabaur (Nr. 40) der Autobahn A 3. Zur Eröffnung standen 350 Park-and-ride-Parkplätze zur Verfügung. Diese Zahl ist mittlerweile auf 900 angewachsen, ergänzt durch 130 kostenpflichtige Stellplätze unter dem Busbahnhof am Bahnhof (Stand: August 2006).
Am Bahnhofsvorplatz sind drei Taxistände eingerichtet. Vom angrenzenden Busbahnhof mit dem Namen Bahnhof Montabaur/FOM verkehren 15 Buslinien, darunter auch ein für ICE-Fahrgäste kostenloser Shuttle-Bus, der zum etwa zwei Kilometer südlich gelegenen Zentrum der Kreisstadt verkehrt. Außerdem verkehren vom Busbahnhof aus in den späten Abendstunden Anruf-Sammeltaxi-Linien innerhalb der Verbandsgemeinde Montabaur.
Am Busbahnhof Bahnhof Montabaur/FOM verkehren zudem Fernbuslinien in Richtung Köln, Frankfurt am Main, Mainz und Wiesbaden, welche von Flixbus betrieben werden.

## Fern- und Regionalverkehr
| Produkt           | Linie | Verlauf | Takt                           |
| ----------------- | ----- | --- | ------------------------------ |
| ICE               | 41    | (Dortmund – Essen – Duisburg –) Köln / Köln Messe/Deutz – Montabaur – Frankfurt Flughafen – Frankfurt – Würzburg – Nürnberg – München                       | einzelne Züge                  |
| ICE               | 45    | (Dortmund – Köln Messe/Deutz –/) Köln – Köln/Bonn Flughafen – Montabaur – Limburg Süd – Wiesbaden – Mainz (– Mannheim – Heidelberg – Vaihingen – Stuttgart) | einzelne Züge                  |
| ICE               | 49    | (Dortmund – Wuppertal – Köln Messe/Deutz –/ Köln –) Siegburg/Bonn – Montabaur – Limburg Süd – Frankfurt Flughafen – Frankfurt                               | 2-Stunden-Takt                 |
| ICE International | 79    | Bruxelles-Midi – Liège-Guillemins – Aachen – Köln – (Siegburg/Bonn –) Montabaur – Limburg Süd – Frankfurt Flughafen – Frankfurt                             | einzelne Züge in Tagesrandlage |

| Linie | Verlauf | Takt   |
| ----- | --- | ------ |
| RB 29 | Unterwesterwaldbahn: Limburg (Lahn) – Diez Ost – Staffel – Elz (Limburg/Lahn) Süd – Niedererbach – Dreikirchen – Steinefrenz – Girod – Goldhausen – Montabaur – Dernbach (Westerw) – Wirges – Siershahn | 60 min |

## Verkehrstechnische Ausrüstung
Die Gleise liegen auf einem Damm in einer Höhe von 14 Metern, in Ost-West-Richtung und parallel zur unmittelbar nördlich verlaufenden A 3. Die für Durchfahrten genutzten Gleise 2 und 3 sind dabei als Feste Fahrbahn mit UIC-60-Schienen ausgeführt. Die drei Bahnsteiggleise und die Gütergleise wurden hingegen auf Schotter-Oberbau errichtet. Alle vier Gleise der Schnellfahrstrecke sind mit Linienförmiger Zugbeeinflussung ausgerüstet.
Die Bahnsteiggleise sind beidseitig mit im abzweigenden Strang 100 km/h befahrbaren Weichen (Bauform 60-3000/1500-oo-fb) mit den durchgehenden Hauptgleisen verbinden. An diesen Übergängen sind ebenfalls Schutzweichen gegen Flankenfahrten angeordnet. Im östlichen und westlichen Bahnhofsbereichen liegt je ein einfacher und mit 130 km/h (Bauform 60-2500-1:26,5-fb) befahrbarer Gleiswechsel zwischen den beiden durchgehenden Hauptgleisen.
Auch eines von fünf Unterwerken der Schnellfahrstrecke sowie eine, aus der Betriebszentrale Frankfurt am Main gesteuerte, Unterzentrale des elektronischen Stellwerks befinden sich im Bereich des Bahnhofs. Aus der Unterzentrale werden die Schnellfahrstrecke zwischen der Überleitstelle Idstein bis vor den Bahnhof Siegburg/Bonn sowie die Bahnstrecke Limburg-Staffel–Siershahn zwischen Steinefrenz und Montabaur überwacht und gesteuert.

## Kritik
Kritiker sehen in den im Abstand von rund 20 Kilometer liegenden Stationen Limburg Süd und Montabaur das Ergebnis einer politischen Erpressung. Nachdem für das hessische Limburg bereits Ende der 1980er Jahre ein Bahnhof zugesagt war, habe Rheinland-Pfalz einen Bahnhof in Montabaur zum Erreichen eines reibungslosen Genehmigungsverfahrens für die Neubaustrecke verlangt. Das Land habe die Errichtung des Bahnhofs Montabaur zur Bedingung für seine Zustimmung zu der Neubaustrecke im Bundesrat gemacht.
Der Bund der Steuerzahler kritisierte in seinem Schwarzbuch 1998 die Bahnhöfe Limburg Süd und Montabaur. Da Politiker Einfluss auf Raumordnungsverfahren hätten nehmen können, habe die Bahn beide „Provinzbahnhöfe“ in einem Abstand von 20 Kilometer errichten müssen.
Der alte Bahnhof Montabaur war Ausgangspunkt der Bahnstrecke Herborn–Montabaur. Auf dem Abschnitt zwischen Montabaur und Westerburg wurde der öffentliche Personennahverkehr im Jahr 1981 eingestellt. Ein Kritikpunkt bestand bereits vor dem Bau des neuen Bahnhofes von Montabaur darin, dass keine Vorleistung erbaut wurde, um den Personennahverkehr auf dem noch erhaltenen Abschnitt der Westerwaldquerbahn zwischen Montabaur und Wallmerod wieder aufnehmen zu können, was heute eine Reaktivierung erheblich erschwert.